# Csortkiv
Csortkiv (ukránul: Чортків), régi lengyel nevén Czortków város Ukrajna Ternopili területén, a Csortkivi járás közigazgatási központja. Lakossága 2001-ben 29 075 fő volt. Galíciában, Ternopiltől 75 km-re, a Szeret partján, Podólia északi peremén terül el. Gazdaságára a kereskedelem és a könnyűipari tevékenység jellemző.

## Története
A város első írásos említése 1522-ből származik, amikor a I. Zsigmond lengyel király a települést Jerzy Czortkowskinak adományozta és engedélyezte, hogy tulajdonosa után használhassa a Czortków nevet. A település egyúttal városi rangot, és a magdeburgi jog biztosította kiváltásokat is megkapta. A 16. században kezdték el a várost védő erődítmény építését. A 17. században, a lengyel–török háborúk alatt a település hanyatlásnak indult. 1673–1683 között török megszállás alatt volt, ez idő alatt az 1672–1699 között létezett, Kamjanec-Pogyilszkij központú Podolja vilajethez tartozott.
Lengyelország első felosztásakor, 1772-ben a város Ausztriához került, az 1918-ig tartó osztrák fennhatóság alatt a Czortkowi kerület (Czortkow Betzirk) központja volt. 1919. június 8-án az Ukrán Galíciai Hadsereg betört a területre, a lengyel–ukrán front több hónapig a városon keresztül húzódott (csortkivi csata). A lengyel csapatok azonban rövidesen visszafoglalták a várost, amely 1939-ig járási székhelyként a második Lengyel Köztársaság Tarnopoli vajdaságához tartozott. 1931-ben a városnak 19 ezer lakosa volt. 22,8%-uk görögkatolikus vallású (etnikailag ukrán), 46,4 százalék katolikus (lengyel), 30 százalék pedig zsidó vallású volt. A lengyel időszakban Czortków jelentős katonai egységgel rendelkezett, a városban állomásozott a Podole határvédelmi dandár.
1939 szeptemberében, Lengyelország német és szovjet lerohanása idején a várost a szovjet csapatok foglalták el, a lengyel lakosságot deportálták. A német csapatok 1941 júniusában azonban kiverték a városból a Vörös Hadsereg egységeit. Czortków 1941–1944 között német megszállás alatt volt. A zsidó lakosságot gettóba költöztették. 1942. augusztus 26-án kezdődött el gettó felszámolása és a város zsidó lakosságának deportálása. Mintegy ötszáz főt (betegeket és gyerekeket) a helyszínen meggyilkoltak. Az első, kb. 2000 fős csoportot a belzeci megsemmisítőtáborba szállították.
A szovjet Vörös Hadsereg 1944-ben foglalta el a várost. Ezzel 1991-ig tartó szovjet korszak következett a város életében. A második világháború után rövid ideig a Ternopili terület központja volt. 1946-ban a megmaradt lengyel lakosságot is kitelepítették Lengyelországba. A szovjet időszakban mérsékelt iparosításra került sor. A fafeldolgozó, az élelmiszer- és a textilipart fejlesztették. A városban jelentős vasúti javítóműhely működik.

## Látnivalók
- A 16–17. században épült vár romjai;
- Római katolikus templom. Először 1619-re épült fel a helyén az első, dominikánusok használta templom. A jelenlegi templom 1910-ben készült el.
- Egy 17. és egy 18. században épült görögkatolikus fatemplom;
- Helytörténeti múzeum.

## Ismert személyek
- Jerzy Czortkowski, a város alapítója;
- A közelben (Csortkivtől 25 km-re), Budanyivben (Budzanów) született Lee Strasberg amerikai színész, rendező.
- Ott született:
  - Jerzy Janicki lengyel író, forgatókönyvíró és újságíró (1928–2007);
  - 1939-ben Jerzy Przystawa lengyel fizikus.

## Testvérvárosok
- Csortkiv partner- és testvérvárosai, zárójelben a partnervárosi megállapodás létrejöttének dátuma:[2]
- Leżajsk, Lengyelország
- Ajka, Magyarország (2024. augusztus 19.)